# Květuše Lepilová
Květuše Lepilová (9. dubna 1933 Ostrava – 24. prosince 2020 Olomouc) byla česká literární teoretička, slavistka a vysokoškolská učitelka.

## Život
Byla dcerou sbormistra, profesora Františka Lýska a Ludmily Lýskové, rozené Košťálové. Vyrůstala v blízkosti Jistebnických zpěváčků a jako pětiletá s nimi zpívala sólo ve vánočních koledách v ostravském rozhlase. V roce 1938 byla její rodina vysídlena ze Sudet. Sborový zpěv ji pak provázel na pokusné škole v Baťově-Otrokovicích, kde byla sólistkou Dětského sboru z Baťova (1939–1945). Od prosince 1945, kdy se rodina přestěhovala do Brna, zpívala v Brněnském dětském sboru, který řídil její otec. Na středoškolské studium na Gymnáziu Dr. Vladimíra Helferta v Brně, kde maturovala v roce 1951, navázala studiem sólového zpěvu a hry na klavír (zvítězila v krajském kole hudebních škol ve Znojmě). Hudební vzdělání zakončila státními zkouškami ze sólového zpěvu a ze hry na klavír na Konzervatoři v Brně v roce 1953. V letech 1951–1956 vystudovala Filozofickou fakultu Masarykovy univerzity, obor bohemistika–rusistika.
V letech 1956–1964 byla středoškolskou učitelkou na gymnáziu ve Zlíně, následně v Olomouci-Hejčíně (1964–1973), kromě toho pracovala i jako hlasatelka krajského studia rozhlasu. V roce 1971 obhájila titul PhDr. na Filozofické fakultě Univerzity Karlovy v Praze.
Na téže univerzitě obhájila disertační práci v oboru Teorie a dějiny ruské literatury (1981) a vědecko-pedagogickou hodnost docentky získala roku 1983 během působení na Katedře rusistiky Filozofické fakulty Univerzity Palackého v Olomouci (1973–1990).
Patnáct let působila v Ostravě jako vedoucí Katedry rusistiky Filozofické fakulty Ostravské univerzity (1991–1999) a na téže univerzitě vedoucí oddělení rusistiky (1999–2005). V roce 1994 byla oceněna Jungmannovou medailí. Od roku 2007 se stal jejím působištěm Ústav slavistiky Filozofické fakulty Masarykovy univerzity, kde byla členkou oborové rady doktorských studií oboru Ruská literatura. Zabývala se zde celoživotním vzděláváním učitelů, např. v projektu Inovace postgraduálního vzdělávání učitelů ruského jazyka na ZŠ a SŠ (2010–2012).
Organizovala řadu mezinárodních konferencí řešících problematiku interkulturních vztahů a multimediální komunikace. Byla členkou odborných a vědeckých společností: České asociace rusistů, České asociace slavistů, vědecké rady Slovanské knihovny Národní knihovny v Praze aj. Mnohokrát prezentovala českou filologii a kulturu na zahraničních univerzitách a kulturních institucích (Innsbruck, Vídeň, Tampere, Petrohrad, Nižní Novgorod, Moskva, Budapešť, Pécs, Berlín, Lipsko, Hamburg, Utrecht, Opole, Varšava, Lublin, Bratislava, Košice, Nitra aj.).
Byla členkou správní rady Lýskova nadačního fondu (LNF) v Brně a působila v Radě Festivalu Poodří Františka Lýska. V roce 2017 obdržela Cenu Bedřicha Smetany udělovanou Unií českých pěveckých sborů v Praze.

## Dílo
Je autorkou odborných statí, monografií a učebních textů. V monografii Dynamika řečové a literární komunikace vytvořila pojem multimediální čtenář.

### Monografie (výběr)
- Konkretizace uměleckého textu a čtenářská aktivita (1982)
- Dynamika řečové a literární komunikace (2002)
- Text, obraz a zvuk (2003)
- Text a kontext (2003, 2008)
- Cesty ke čtenářství (2014)[8]

### Učebnice (výběr)
- Nástin ruské kultury
- Řečová komunikace verbální a neverbální
- Ruský jazyk pro 1. ročník gymnázií (1984)[8]
- Rusky na cesty (2007)[8]
- Přesvědčivá komunikace manažera (2009)[8]

### Dokumenty
- Vyprávějte si s námi (1986–2004) – devítidílný časosběrný dokument o vývoji čtenářství, vydáván jako příloha ke knize Cesty ke čtenářství